# SUV

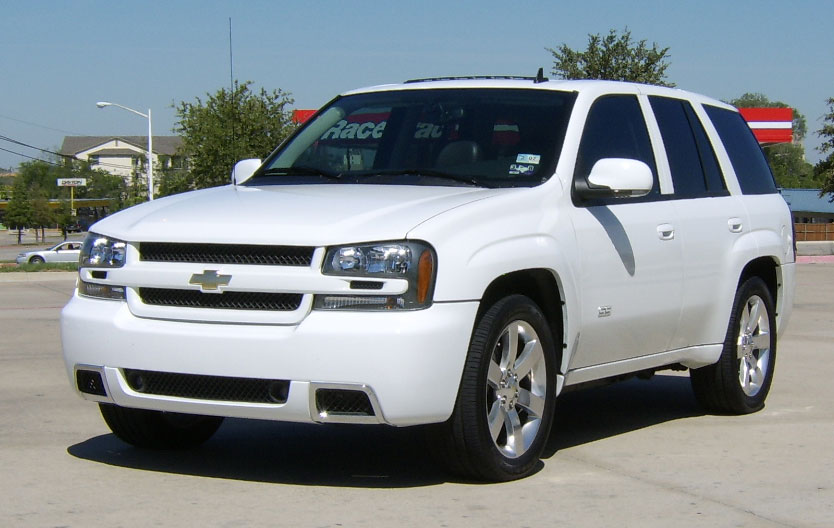
Chevrolet TrailBlazer

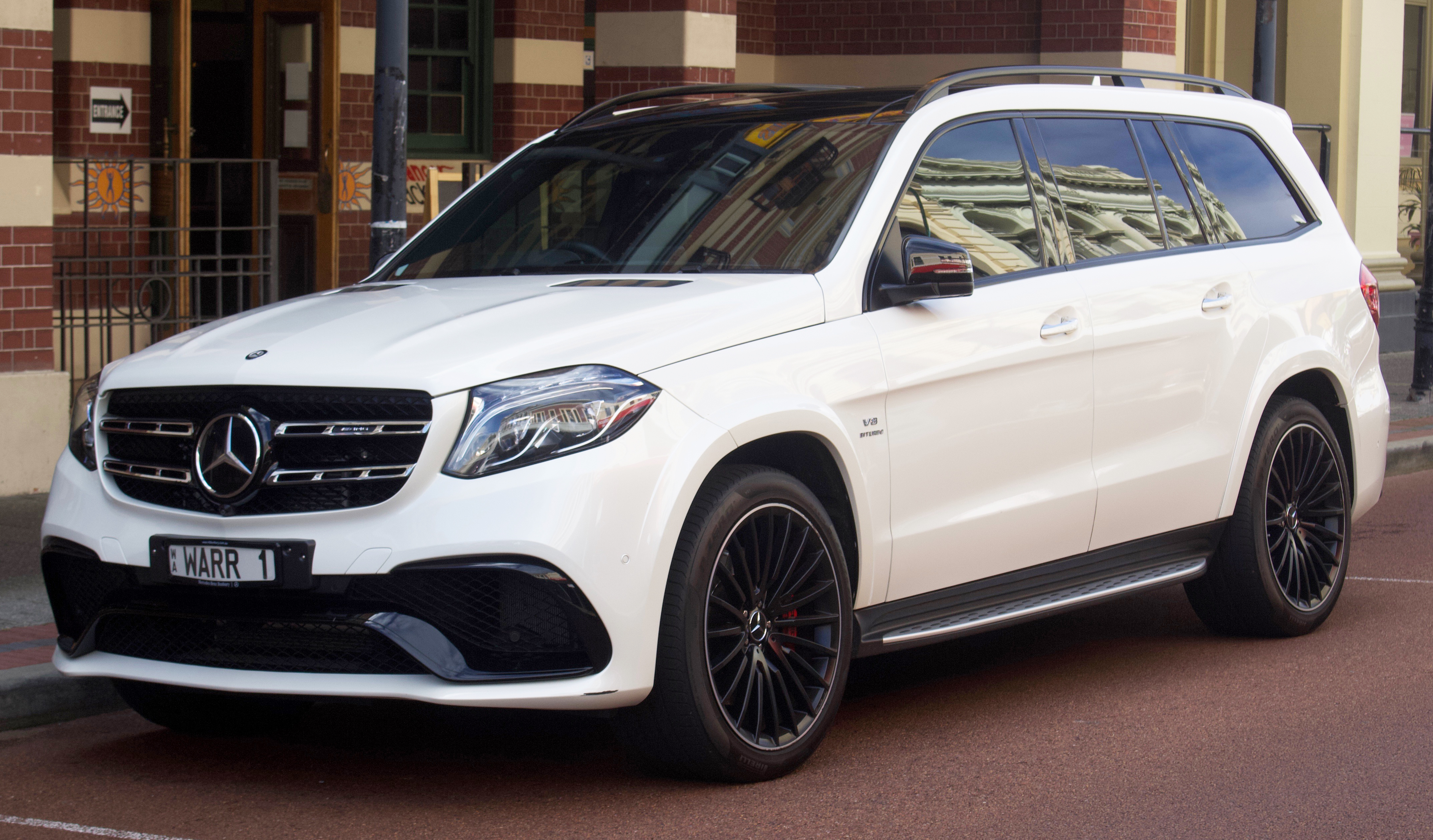
Mercedes Benz GLS 63 AMG

SUV ([es-yu-vi], акроним от англ. sport utility vehicle, — «спортивно-утилитарный автомобиль») — тип автомобиля, происходящий изначально из класса внедорожников, но используемый в подавляющем большинстве случаев в городах и на асфальтированной дороге.

## История термина
В словаре Dictionary.com утверждается, что термин sport utility vehicle используется с 1982 года, а аббревиатура SUV — с 1988.

## Варианты определения
Однозначного официального определения SUV как самостоятельного класса автомобилей ни государственными органами, ни самими производителями дано так и не было, однако данный термин прочно вошёл в англоязычную автомобильную терминологию. В США по официальной классификации такие автомобили попадают в категорию «внедорожных автомобилей» (off-highway vehicles), объединяемых с пикапами и минивэнами в категорию «лёгких грузовиков» (light trucks).
Определения по версии словаря Мерриама-Вебстера: «выносливый автомобиль с кузовом, похожим на универсал, но построенный на шасси лёгкого грузовика (пикапа)»; «крупный автомобиль, приспособленный для использования на плохих дорогах и бездорожье, но фактически эксплуатируемый обычно в условиях города и междугородных трасс».
На практике акроним SUV «всё ещё используется для обозначения любого [автомобиля] с полным приводом и увеличенным дорожным просветом».

## Соотношение с другими классами
Комфортабельные внедорожники в США обычно причисляются к той же категории автомобилей, что и SUV, но могут выделяться и в отдельную категорию внедорожников — Off-road vehicles. Отличия данной категории от SUV по большому счёту не являются техническими, а лежат скорее в области маркетинга и целевого назначения. Кроссоверы могут считаться как подвидом SUV (Crossover SUV), так и самостоятельным классом автомобилей (CUV — Crossover Utility Vehicle). Даже в США многие покупатели слабо отличают эти два класса друг от друга, поскольку различия между ними носят преимущественно конструктивный характер, при зачастую весьма схожих внешности и потребительских качествах.